# Cirey-sur-Vezouze
Cirey-sur-Vezouze és un municipi francès situat al departament de Meurthe i Mosel·la i a la regió del Gran Est. L'any 2007 tenia 1.779 habitants.

## Demografia

### Població
El 2007 la població de fet de Cirey-sur-Vezouze era de 1.779 persones. Hi havia 717 famílies, de les quals 247 eren unipersonals (97 homes vivint sols i 150 dones vivint soles), 211 parelles sense fills, 186 parelles amb fills i 73 famílies monoparentals amb fills.
La població ha evolucionat segons el següent gràfic:
Habitants censats

### Habitatges
El 2007 hi havia 920 habitatges, 738 eren l'habitatge principal de la família, 68 eren segones residències i 115 estaven desocupats. 755 eren cases i 155 eren apartaments. Dels 738 habitatges principals, 479 estaven ocupats pels seus propietaris, 232 estaven llogats i ocupats pels llogaters i 26 estaven cedits a títol gratuït; 32 tenien dues cambres, 118 en tenien tres, 190 en tenien quatre i 397 en tenien cinc o més. 467 habitatges disposaven pel capbaix d'una plaça de pàrquing. A 379 habitatges hi havia un automòbil i a 202 n'hi havia dos o més.

### Piràmide de població
La piràmide de població per edats i sexe el 2009 era:
| Homes | Edats   | Dones |
| ----- | ------- | ----- |
| 0     | 95 o +  | 4     |
| 4     | 90 a 94 | 36    |
| 12    | 85 a 89 | 36    |
| 16    | 80 a 84 | 24    |
| 8     | 75 a 79 | 48    |
| 56    | 70 a 74 | 64    |
| 48    | 65 a 69 | 84    |
| 36    | 60 a 64 | 56    |
| 40    | 55 a 59 | 56    |
| 76    | 50 a 54 | 52    |
| 64    | 45 a 49 | 64    |
| 40    | 40 a 44 | 48    |
| 44    | 35 a 39 | 36    |
| 56    | 30 a 34 | 56    |
| 64    | 25 a 29 | 52    |
| 56    | 20 a 24 | 48    |
| 44    | 15 a 19 | 60    |
| 24    | 10 a 14 | 64    |
| 40    | 5 a 9   | 28    |
| 52    | 0 a 4   | 52    |

## Economia
El 2007 la població en edat de treballar era de 1.032 persones, 676 eren actives i 356 eren inactives. De les 676 persones actives 539 estaven ocupades (311 homes i 228 dones) i 137 estaven aturades (73 homes i 64 dones). De les 356 persones inactives 133 estaven jubilades, 66 estaven estudiant i 157 estaven classificades com a «altres inactius».

### Ingressos
El 2009 a Cirey-sur-Vezouze hi havia 714 unitats fiscals que integraven 1.673,5 persones, la mediana anual d'ingressos fiscals per persona era de 14.052 €.

### Activitats econòmiques
Dels 81 establiments que hi havia el 2007, 1 era d'una empresa extractiva, 2 d'empreses alimentàries, 6 d'empreses de fabricació d'altres productes industrials, 7 d'empreses de construcció, 21 d'empreses de comerç i reparació d'automòbils, 4 d'empreses de transport, 4 d'empreses d'hostatgeria i restauració, 1 d'una empresa d'informació i comunicació, 2 d'empreses financeres, 8 d'empreses immobiliàries, 4 d'empreses de serveis, 13 d'entitats de l'administració pública i 8 d'empreses classificades com a «altres activitats de serveis».
Dels 23 establiments de servei als particulars que hi havia el 2009, 1 era una gendarmeria, 1 oficina de correu, 1 una oficina bancària, 3 funeràries, 4 tallers de reparació d'automòbils i de material agrícola, 1 autoescola, 1 paleta, 1 guixaire pintor, 1 fusteria, 2 lampisteries, 1 electricista, 3 perruqueries, 1 restaurant, 1 agència immobiliària i 1 saló de bellesa.
Dels 9 establiments comercials que hi havia el 2009, 1 era un hipermercat, 2 fleques, 1 una peixateria, 1 una llibreria, 1 una botiga de roba, 1 una botiga d'equipament de la llar, 1 una botiga de mobles i 1 una joieria.
L'any 2000 a Cirey-sur-Vezouze hi havia 9 explotacions agrícoles que ocupaven un total de 175 hectàrees.

## Equipaments sanitaris i escolars
El 2009 hi havia 1 hospital de tractaments de mitja durada (seguiment i rehabilitació), 1 un hospital de tractaments de llarga durada, 1 farmàcia i 2 ambulàncies.
El 2009 hi havia 1 escola maternal i 1 escola elemental. Cirey-sur-Vezouze disposava d'un col·legi d'educació secundària amb 128 alumnes.

## Poblacions més properes
El següent diagrama mostra les poblacions més properes.